# Rhinestone Cowboy

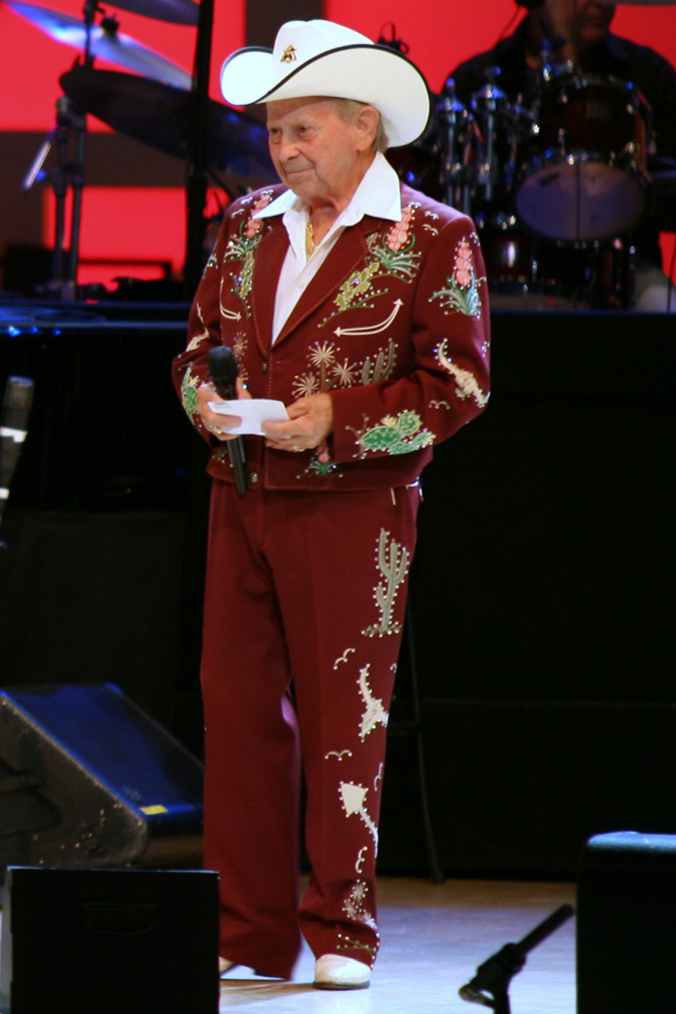
Литтл Джимми Диккенс в 1949 году стал первым кантри-артистом, выступившим в радиопередаче Grand Ole Opry в наряде от Нуди. Данное фото 86-летнего Диккенса в аналогичном одеянии сделано в этом же шоу, но в 2007 году.

Rhinestone Cowboy (с англ. — «стразовый ковбой») — сценический и статусный облик кантри-артистов и голливудских «поющих ковбоев», зародившийся в США в 1930—1940-е годы и достигший пика популярности в 1950—1960-е. Отличается яркими цветастыми костюмами, расшитыми крупными орнаментами с использованием страз, пайеток, бисера, бахромы, заклёпок и других украшений. Обычно такие наряды состоят из пиджака и брюк, иногда ковбойской шляпы и ковбойских сапог под стать. Корнями данная мода уходит в ковбойскую культуру, куда она пришла от американских пионеров, которые в свою очередь вдохновлялись одеяниями индейцев. Предвестниками пёстрого тренда были портные Родео Бен и Нэйтан Тёрк, однако самым знаменитым дизайнером и производителем такого рода одеяний стал Нуди Кон. В его честь их часто обобщённо называют Nudie Suits (с англ. — «костюмы Нуди»). Впоследствии традиции создания «стразового» гардероба продолжил ученик Кона — нэшвиллский кутюрье Мануэль Куэвас.
За десятилетия с момента возникновения подобных облачений, их носили кантри-исполнители Лефти Фризелл, Хэнк Уильямс, Литтл Джимми Диккенс, Эрнест Табб, Китти Уэллс, Бак Оуэнс, Конвей Твитти, Джордж Джонс, Тэмми Уайнетт, Мерл Хаггард, Долли Партон и коллектив The Flying Burrito Brothers, а также «поющие ковбои» Рой Роджерс, Джин Отри и Дейл Эванс. К этой моде приобщались и звёзды, работавшие за пределами музыки кантри и фильмов-вестернов — Элвис Пресли, Элтон Джон, Дайана Росс, Майкл Джексон, Либераче, Шер, ансамбли The Rolling Stones, The Beatles и ZZ Top. Сегодня винтажные одеяния от Бена, Тёрка и Кона находятся в основном в музеях и у частных коллекционеров (среди последних самым знаменитым является кантри-певец Марти Стюарт). В 2000—2010-е годы наблюдался подъём интереса к «стразовым» нарядам — их можно было заметить не только на кантри-артистах вроде Марго Прайс, Никки Лэйн, Роберта Эллиса и группы Midland, но даже на такой далекой от этого жанра певице как Леди Гага.

## История

### Истоки образа

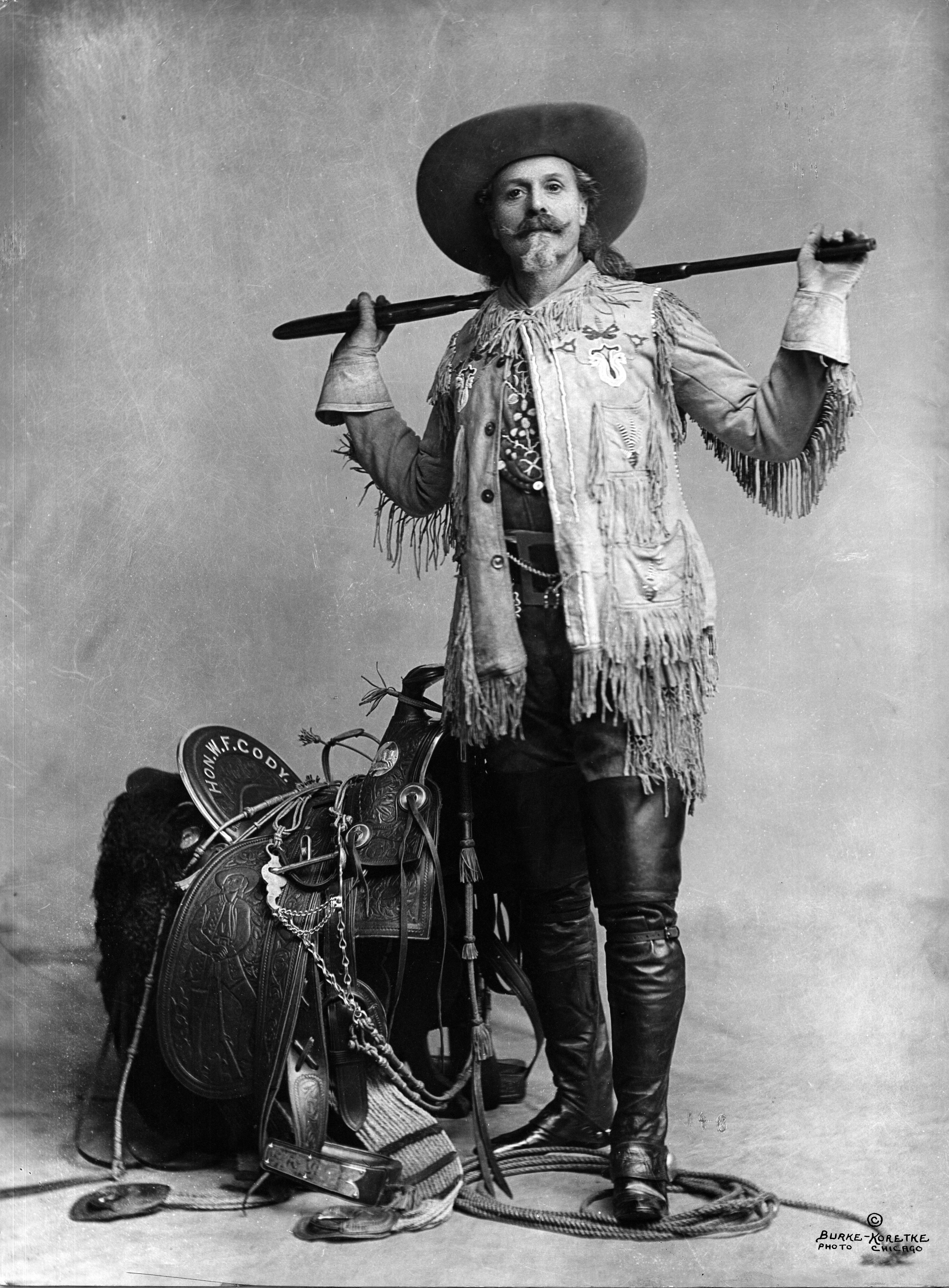
Буффало Билл Коди, 1892 г.

Как отмечает историк моды в стиле вестерн Уильям Маннс, традиция ярких ковбойских нарядов восходит, по всей вероятности, ко временам Экспедиции Льюиса и Кларка. После двух лет, проведенных в Скалистых горах, эти просвещённые исследователи вернулись в цивилизацию разодетыми в костюмы с бахромой из сыромятной кожи, отделанной индейским бисероплетением, а на головах у них были шляпы из волчьей кожи. В глазах их собратьев с Восточного побережья, подобный облик в то время выглядел крайне вызывающим. Кроме того, значительное количество красивой отделки встречалось и в образцах снаряжения американских пионеров: осваивавшим Фронтир поселенцам было практически негде взять привычную для них одежду, поэтому они охотно перенимали моду и отдельные элементы гардероба у индейцев. В 1870—1880-е годы ни один ковбой не считался подобающе одетым без высоких сапог, доходивших до коленей. Данный фасон, отличавшийся также высокими каблуками и узорной строчкой на носах, американцы позаимствовали у британской кавалерии ещё в 1860-е. С тех пор запрос ковбоев на сапоги с различными украшениям только нарастал, достигнув пика примерно через 70 лет.
Именно в ковбойскую культуру уходит корнями облик «стразового ковбоя», первые зачатки которого появились на рубеже XIX—XX веков, когда яркие разноцветные костюмы с броской отделкой и бахромой для своих выступлений стали заказывать артисты родео и Wild West Show. В 1883 году собственное представление в эстетике Дикого Запада запустил и Буффало Билл Коди. Поняв вскоре, насколько важен сценический имидж, он заменил свою гнедую лошадь Чарли на более заметную белую, добавил серебряную отделку к седлам и принялся надевать длинные жакеты и перчатки из сыромятной кожи с бахромой и бисером. Таким образом шоумен фактически в одиночку начал эру «высокой моды» в стиле вестерн, сделав ковбоев её иконами. Последователи Коди носили также рубашки с вышивкой, разноцветные банданы и чапы с украшениями, и в скором времени облик актёров Wild West Show и ранних звёзд родео стали перенимать уже настоящие рабочие ковбои. Родео-парады начала 1900-х вдохновили их облачаться самим и наряжать своих лошадей в самые цветастые и невообразимые наряды, а большинство конных мастерских на Западе США в итоге запустили в производство так называемые «родео-чапы» и «родео-шпоры». Первые делались широкими, имели фасон «крылья летучей мыши» и обычно густо украшались тысячами медных заклёпок и разноцветных наслоений из кожи; вторые — были крупнее обычных шпор и отличались красивой серебряной отделкой. Как и в случае с сапогами, ковбойская мода на подобные гардеробы с годами лишь усиливалась.
В 1909 году актёр из ранних ковбойских фильмов Том Микс, помимо этого, выступавший в 101 Wild West Show, принёс свою театрализованную манеру игры в вестернах в Голливуд. В 1920-х и начале 1930-х он являлся там ковбойской кинозвездой № 1 и в результате, по мнению Маннса, может претендовать на роль создателя образа «стразового ковбоя». Артист носил яркие и причудливые костюмы с контрастной вышивкой, окантовкой и кружевами на манжетах и штанинах, а фасон его шляп от фирмы Stetson стал широко известен как «Том Микс» из-за сильно увеличенной тульи и полей с загнутыми кверху краями. Вместе с тем поветрие на загородный отдых на ранчо в 1920—1930-е годы породило общенациональный спрос на яркий ковбойский гардероб. На этой волне состоятельные жители Восточного побережья в попытке выглядеть «по-западному» выработали собственный утрированный вестерн-облик, включавший широченные чапы, ремни с огромными пряжками, роскошные сапоги и ещё более роскошные рубашки. В 1930-е также наблюдалось резкое усиление голливудского влияния на моду в стиле вестерн. Фильмы-вестерны в то время служили основой американской киноиндустрии — они были недорогими в производстве и боссы киностудий, используя популярность музыки вестерн, создали притягательное для публики экранное амплуа «поющего ковбоя», в котором особенно преуспели Джин Отри и Рой Роджерс (последний обычно снимался со своей женой Дейл Эванс). Чёрно-белое изображение при этом диктовало потребность в особенно вычурной одежде для звёзд, чтобы те выделялись на фоне прочих актёров, и для создания таких нарядов вскоре появились специальные портные.

### Начало: Родео Бэн и Нэйтан Тёрк

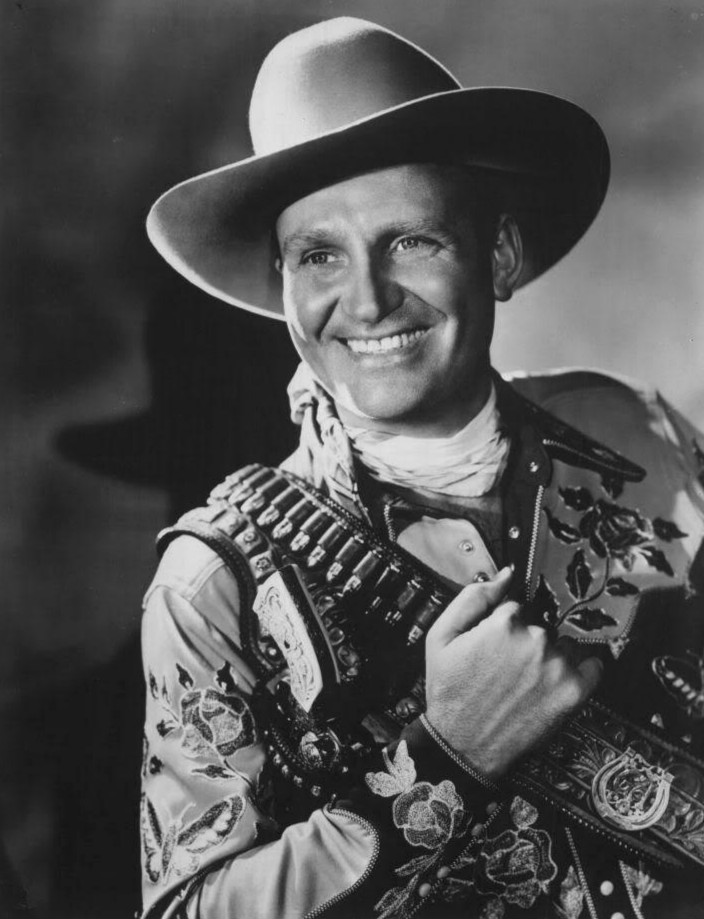
Джин Отри, 1960 г.

Традиция «стразового ковбоя» развилась в 1930—1940-е годы. Ранние образцы этого облика создавались при помощи разноцветной вышивки, аппликаций и различной отделки из натуральной кожи. Звёзды голливудских вестернов вроде Роя Роджерса или Одинокого рейнджера в этот период воспевали своих верных коней, одевшись в цветастые рубашки, замшевые куртки с бахромой и джинсы с оторочкой, заправленные в дорогие мексиканские сапоги, вдохновив в итоге многих зрителей на мечты о ковбойстве. Вскоре исполнители музыки хиллбилли (раннее название жанра кантри) вроде Пи Ви Кинга начали менять привычные рабочие комбинезоны и мягкие фермерские шляпы на костюмы, аналогичные тем, что носили ковбои в кино. Эти наряды обеспечили их выступлениям зрелищность и появились как раз вовремя, визуально дополняя звучание новых кантри-стилей — вестерн-свинга, блюграсса, хонки-тонка и вестерн-крунеров. В течение 1930-х яркие облачения, перенятые у «поющих ковбоев», стали культовыми среди хилбилли-артистов и, по мере дальнейшего развития данного тренда, одевавшие Джина Отри и Роджерса портные начали снабжать первоклассными нарядами таких певцов как Хэнк Сноу, Уэбб Пирс и Литтл Джимми Диккенс. Однако по сравнению со своими коллегами с киноэкранов, кантри-звёзды оказались ещё более изощрёнными — в заказанных ими одеяниях было столько бахромы и пестроты, что даже иронические ковбойские костюмы от Versace впоследствии на их фоне выглядели очень скромными.
Одним из первых модных дизайнеров, соединивших практичную ковбойскую одежду с помпезной отделкой, был Родео Бен из Филадельфии. В 1920-е годы он славился нарядами для странствующих родео и цирков, но вскоре оказался завален заказами от звёзд вестернов вроде Тома Микса, Отри, Роджерса и Дейл Эванс. Первый собственный бутик кутюрье открыл в 1930-м году, провозгласив его «Самым западным магазином на Востоке». Занимаясь помимо розничной торговли готовыми изделиями также пошивом костюмов на заказ, он привлекал своих знаменитых клиентов тканями калейдоскопических расцветок (включая габардин, фланель и твил), изящной вышивкой (с орнаментами в диапазоне от индейских голов до сиалий) и высококлассным дизайном. Когда же через несколько лет после Отри одеваться у него начал и Роджерс, портной поклялся не создавать них похожих одеяний. В 1933 году Бен общепризнанно первым применил в ковбойских рубашках металлические кнопки вместо пуговиц (для своих заказчиков из мира родео); в то же время для аналогичных предметов одежды Роджерса и Отри он использовал кнопки из перламутра.
Другим кутюрье-любимцем звёзд голливудских вестернов стал Нэйтан Тёрк из Лос-Анджелеса. Его магазин Turk of Hollywood открылся в 1923 году в Долине Сан-Фернандо — среди ранчо и декораций для ковбойских фильмов. Портной специализировался на костюмах с орнаментами для ежегодного Парада роз в Пасадине, со временем создавая всё более эффектные дизайны. К 1930-м филиал его бутика в Шерман-Окс уже одевал наездников родео и актёров кино, и вскоре работы модельера привлекли внимание Отри и Роджерса. Красиво расшитые одеяния Тёрка к 1940 годам для себя открыли и кантри-исполнители с Западного побережья — ансамбль Maddox Brothers And Rose и вестерн-свинговый бэнд-лидер Спэйд Кули. Созданные для них комплекты, бурно отделанные цветочными орнаментами, стоят в числе самых знаменитых творений кутюрье. В 1944 и 1946 годах его клиентами стали также Эрнест Табб и Хэнк Сноу соответственно. Название музыкального жанра, в котором работали эти певцы, к тому моменту сменилось с «хиллбилли» на «кантри энд вестерн», а ковбойский стиль окончательно утвердился в их сценическом облике.

### Кульминация: Нуди Кон и Мануэль

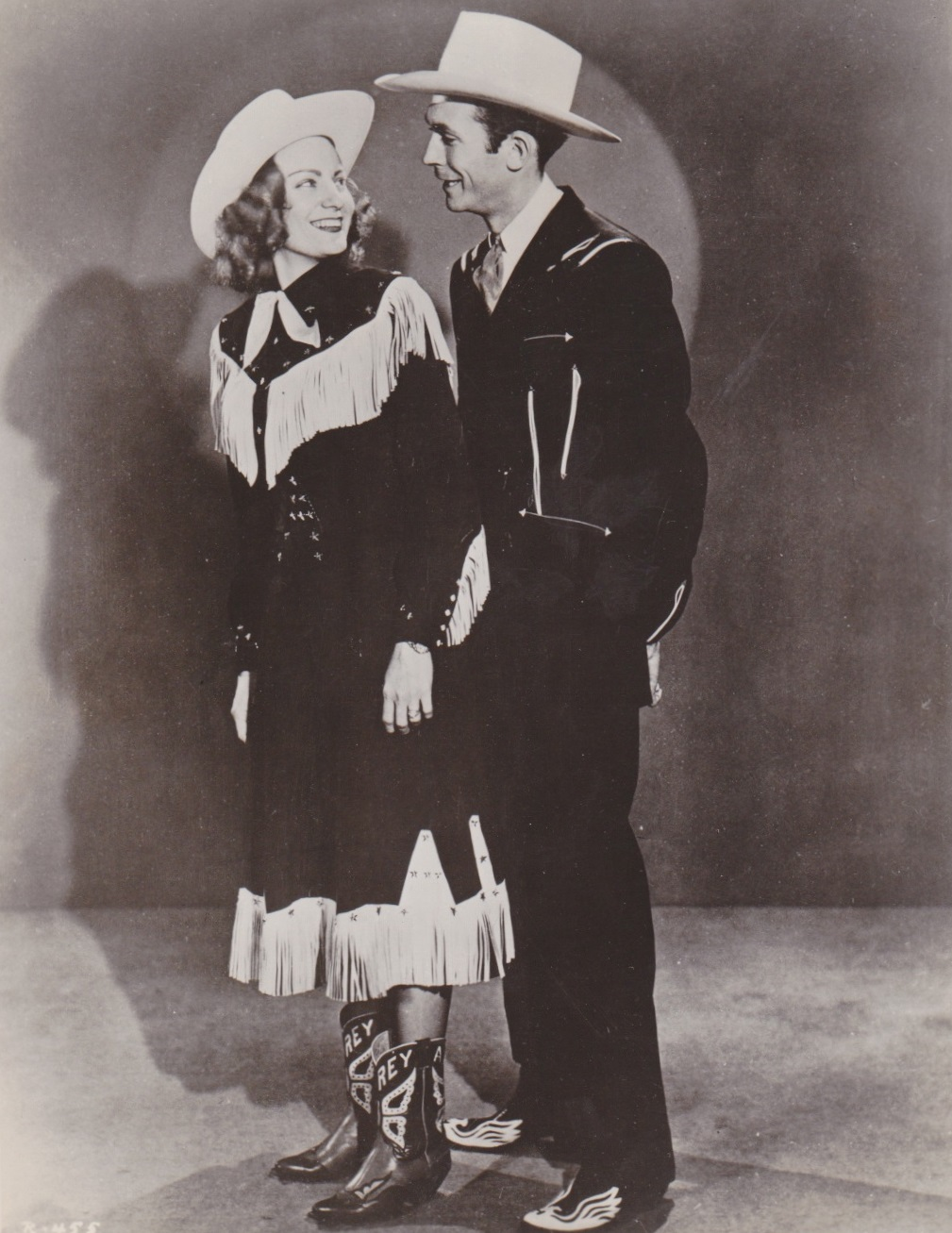
Одри Уильямс и Хэнк Уильямс, приблиз. 1952 г.

Помимо Родео Бена и Нэйтана Тёрка, были и другие дизайнеры «стразовых» нарядов, например, Фэй Уорд, однако никто не получил на этом поприще признания, сравнимого с Нуди Коном. Начав сперва карьеру боксёра, он затем принялся создавать одежду для исполнительниц экзотических танцев, открыв ателье под названием Nudie’s for Women, а впоследствии превратился в крупнейшего производителя ярких гардеробов в стиле вестерн. В 1947 году портной основал собственное предприятие в Голливуде, окрестив его Nudie’s Rodeo Tailors of Hollywood. К тому моменту яркую моду кинозвёзд переняли уже многие исполнители кантри, которые сами зачастую никогда не выезжали западнее Миссисипи. Им особенно импонировало бизнес-чутьё Нуди (он брался даже за стринги и костюмы для стриптизёров в Нью-Йорке) и тот факт, что каждая новая коллекция его ателье оказывалась более вызывающей, чем предыдущая.
Первыми клиентами Нуди из области кантри энд вестерна стали бэнд-лидеры вестерн-свинговых ансамблей — Текс Уильямс и Хэнк Томпсон. Хотя для Уильямса портной снял мерки далеко не идеально, артисту костюмы всё равно понравились и тот начал рекомендовать их коллегам по цеху. В 1949 году Литтл Джимми Диккенс первым выступил в наряде от Кона в радиопередаче Grand Ole Opry. Одеяния от кутюрье в конечном счёте стали неотъемлемой частью гардероба любой ковбойской кинозвезды кантри-певца или артиста родео 1950-х. Каждый исполнитель хонки-тонка, который мог себе это позволить, имел в гардеробе переливающийся костюм работы Нуди. У Роя Роджерса и Джина Отри подобных облачений и вовсе было множество.
Вскоре одежда в стиле вестерн стала настолько популярна в Нэшвилле (неформальной кантри-столице), что в 1951 году супруги Одри и Хэнк Уильямс — оба счастливые клиенты Кона — открыли в городе бутик Hank and Audrey’s Corral с нарядами от этого модельера. Фирменный белый костюм Уильямса с чёрными музыкальными нотами также был пошит Нуди. Последний тем временем украшал свои творения детальной вышивкой и бахромой, а к концу 1951-го — стразами. Так он оказался одним из первых портных, начавших пришивать на вестерн-гадероб имитацию бриллиантов. В итоге под конец десятилетия стразы уже неразрывно ассоциировались с кантри. За многие годы костюмы Нуди сверкали и переливались на таких представителях жанра как Лефти Фризелл, Хэнк Уильямс, Литтл Джимми Диккенс, Эрнест Табб, Китти Уэллс, Бак Оуэнс, Конвей Твитти, Джордж Джонс, Тэмми Уайнетт, Мерл Хаггард, Долли Партон и пионерах кантри-рока The Flying Burrito Brothers (последние появились в его нарядах, в частности, на обложке своего альбома The Gilded Palace Of Sin). Отделка на работах от Кона включала изображения брыкающихся лошадей, фургонов, лонгхорнов, подков, индейцев, а выражение «много не бывает» применительно к его дизайнам являлось актуальным как никогда. В конце концов модельер превратился в самого известного создателя пёстрых облачений для кантри-звёзд, и все костюмы подобного рода со временем стали также обобщённо известны как Nudie Suits (с англ. — «костюмы Нуди»).
Чтобы удовлетворить спрос на его продукцию, кутюрье в конечном счёте пришлось нанять 21 портного. Среди них был и молодой выходец из Мексики, которого звали Мануэль Куэвас, позднее сам превратившийся в знаменитого дизайнера одежды (по аналогии со своим учителем, он именует себя просто по имени, Мануэль). В команду Нуди мексиканец вошёл в 1950-е, на самом пике цветастой вестерн-моды, когда в числе клиентов Кона значились Хэнк Сноу (костюм с изображением лягушек-быков и листьев лилий), Фэрон Янг, Ковбой Копас, Мерл Трэвис, Рэй Прайс, Джонни Кэш (комплект фирменного чёрного цвета) и Джимми Ньюман (одеяние с каджунскими орнаментами). С середины 1960-х годов Нуди также взял на работу вышивальщицу Роуз Клементс, которая, переехав в Калифорнию из Англии, привезла с собой и специальное оборудование. Её замысловатые и оригинальные дизайны требовали серьёзного мастерства и сочетали различные виды вышивки — швейцарскую, цепную и гладью. Помимо этого, Кон привлёк и экспертов по выделке кожи, создававших на заказ модные ковбойские сапоги (под стать основному наряду).

### Закат и текущий статус

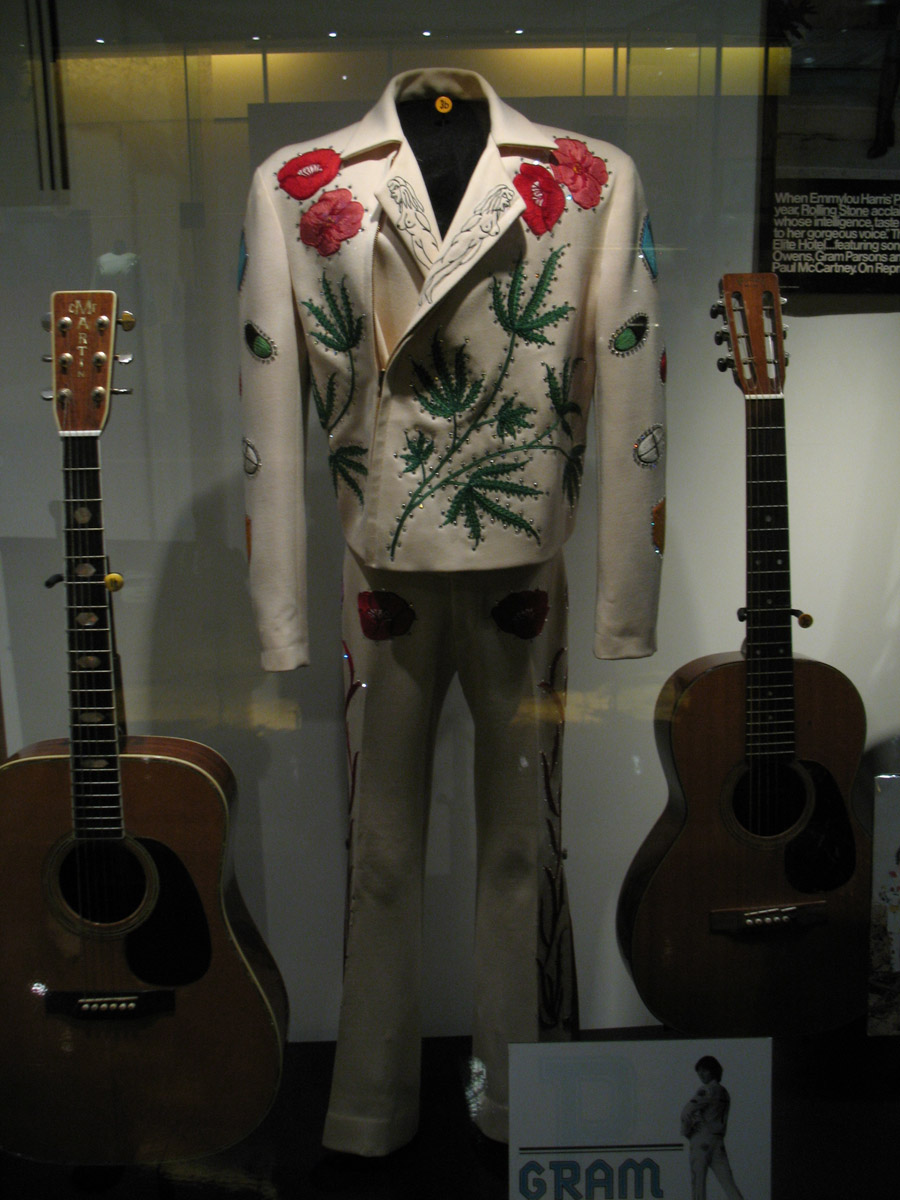
Костюм Грэма Парсонса на выставке в Зале славы и музее кантри, 2008 г.

Популярность броских костюмов в стиле вестерн угасла в Голливуде к середине 1960-х годов — тогда в американский кинобизнес вернулась мода на минимализм и практичность. В Нэшвилле «стразовое» поветрие продержалось на несколько лет дольше. Однако уже концу десятилетия вслед за возникновением «прилизанного» Нэшвилл-саунда одежда кантри-артистов стала более утончённой — на смену ярким ковбойским нарядам пришли смокинги и коктейльные платья. Тем не менее кантри-певец Бак Оуэнс из Бейкерсфилда в то же время, напротив, начал носить заказные облачения от Кона собственного фасона, включавшие среди прочего сиявший стразами и расшитый металлической нитью жакет болеро. Кроме того, с конца 1960-х гардеробом от Нуди стали обзаводиться участники некоторых «волосатых» групп, в частности, The Rolling Stones и The Byrds. Кульминацией этого тренда были костюмы, созданные Мануэлем для Грэма Парсонса и его команды The Flying Burrito Brothers. Так, дизайн самого знаменитого наряда Парсонса отражал его творческую миссию — донести традиционный кантри до слушателей рок-н-ролла — и сочетал ярко-белые брюки хип-хаггеры (с языками пламени на каждой штанине) и короткий жакет, украшенный вышивкой с изображением обнаженных женщин, листьев марихуаны, таблеток, и большим крестом на спине.
Само выражение «стразовый ковбой» в 1975 году получило массовую известность и популярность благодаря одноимённому синглу «Rhinestone Cowboy» кантри-певца Глена Кэмпбелла, который и сам охотно облачался в наряды подобного рода. Однако в целом декоративный ковбойский облик вернулся в мейнстрим кантри только в конце 1970-х — начале 1980-х благодаря двум совершенно разным музыкальным трендам — «городскому ковбою» и неотрадиционализму. Облачения от Нуди в разные годы носили и артисты, работавшие за пределами кантри, например, Элтон Джон, Дайана Росс, Майкл Джексон, Либераче, Шер, коллективы The Beatles и ZZ Top (одним из самых известных в этом плане является костюм Элвиса Пресли, отделанный 24-каратным золотом и стоивший $10 тыс. — в нём певец изображён, в частности, на обложке своего альбома 50,000,000 Elvis Fans Can’t Be Wrong).
Хотя Родео Бена, Бена Тёрка и Нуди Кона уже давно нет в живых, Мануэль по-прежнему продолжает создавать качественные и впечатляющие публику наряды в стиле вестерн для кантри-звёзд, в том числе молодого поколения. В своём нэшвиллском ателье он среди прочих клиентов одевал таких артистов как Линда Ронстадт, Дуайт Йокам, Вайнонна, Алан Джексон и Трэвис Тритт. С годами кутюрье в итоге заслужил репутацию главного модного дизайнера одежды в стиле вестерн. Вместе с тем винтажные «стразовые» наряды постепенно превратились в коллекционную редкость, а их стоимость теперь порой составляет десятки тысяч долларов. Наиболее знаменитым частным собирателем такого ретро-гардероба является кантри-певец и музыкант Марти Стюарт. Кроме того, многие пёстрые ковбойские одеяния прошлых лет осели в экспозициях музеев: Autry Museum of the American West в Лос-Анджелесе; The Roy Rogers and Dale Evans Museum в Викторвилле; National Cowboy & Western Heritage Museum в Оклахома-Сити; Зала славы и музея кантри в Нэшвилле и других. При этом немало музеев, посвящённых конкретным артистам, тоже выставляют эти разноцветные костюмы (например, Buck Owens Crystal Palace в Бейкерсфилде).
Между тем в начале 2000-х годов образ «стразового ковбоя» во многом пережил возрождение, и на этой волне тот же Стюарт редко появлялся на публике без винтажного жакета от Нуди или современного аналога от Мануэля. В 2010-е также наблюдался определённый подъём интереса к этим ярким одеяниям — их можно было увидеть не только на молодых исполнителях кантри вроде Марго Прайс, Келси Уэлдон, Никки Лэйн, Роберта Эллиса и участниках группы Midland, но даже на такой далёкой от этого жанра артистке как Леди Гага. Последняя, в частности, носила винтажный костюм работы Мануэля в ходе нэшвиллской части своих гастролей Dive Bar Tour (2016), а впоследствии стала клиенткой ученицы и протеже модельера — Райли Рид.

## Особенности дизайна
Облачения в стилистике «стразового ковбоя» служили для кантри-артистов одновременно сценическими нарядами и символами статуса в музыкальной индустрии, отражая специфические представления резидентов Мьюзик-Роу о том, как должна выглядеть одежда для бизнеса. В отличие от Уолл-Стрит, здесь типичным являлся броский костюм кричащего цвета, например, бирюзового, с орнаментами, исполненными вышивкой, стразами, заклёпками или пайетками. Иногда пёстрое одеяние дополняли ковбойская шляпа фирмы Stetson и ковбойские сапоги под стать. Вместе с тем узоры на подобных нарядах специально делались такого размера и яркости, чтобы на концертах хорошо бросаться в глаза даже зрителям на последних рядах.
Мотивы орнаментов, применявшихся при отделке ковбойских костюмов кантри-звёзд, включали золотые монеты, долларовые банкноты, музыкальные ноты, гитары, а более скромные — просто имена или инициалы артиста. Популярной также являлась эстетика вестернов — кактусы, револьверы, степные цветы, стрелы и вигвамы. Кроме того, некоторые одеяния обыгрывали фамилии своих владельцев. Так, отдельные наряды Портера Вагонера украшали изображения колёс повозки, а облачения Ферлина Хаски — собак породы хаски. Временами костюмы перекликались с известными песням артистов, которые их носили — например, на одном из одеяний Уэбба Пирса были вышиты замки́, ключи и тюремные решетки, отсылая к его хиту «In The Jailhouse Now».
Вслед за своими сияющими коллегами-мужчинами, кантри-исполнительницы и актрисы голливудских вестернов тоже носили наряды, усеянные стразами, или же с аппликациями и бахромой (любимый облик Одри Уильямс, Дейл Эванс и юной Пэтси Клайн), равно как разноцветные газовые платья с ярусами и отделкой, навеянной мексиканскими платьями фиеста и юбками индейцев Навахо (излюбленные наряды Мейбелл Картер и её дочерей Аниты, Хелен и Джун, известных среди прочего как группа The Carter Sisters). На более ранних этапах пёстрого тренда, в 1930-е годы, кантри-певица Пэтси Монтана надевала рубашки с характерными для стиля вестерн карманами типа Smile и декоративными цветами, имитировавшими аналогичные наряды кинозвёзд.

## Галерея

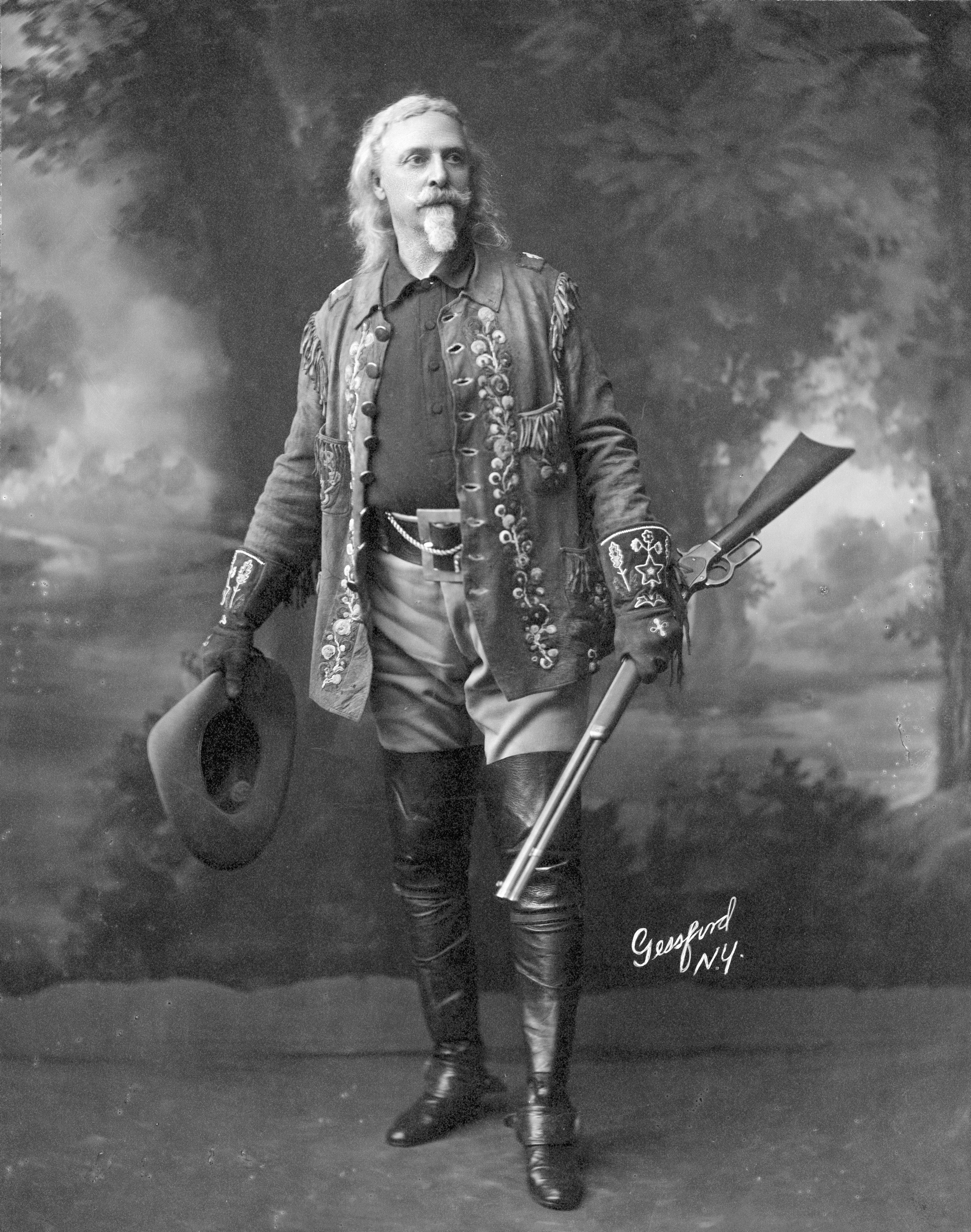
Буффало Билл Коди (1910)
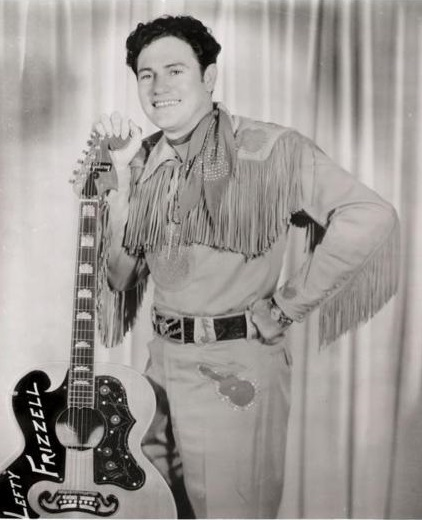
Лефти Фризелл (1951)
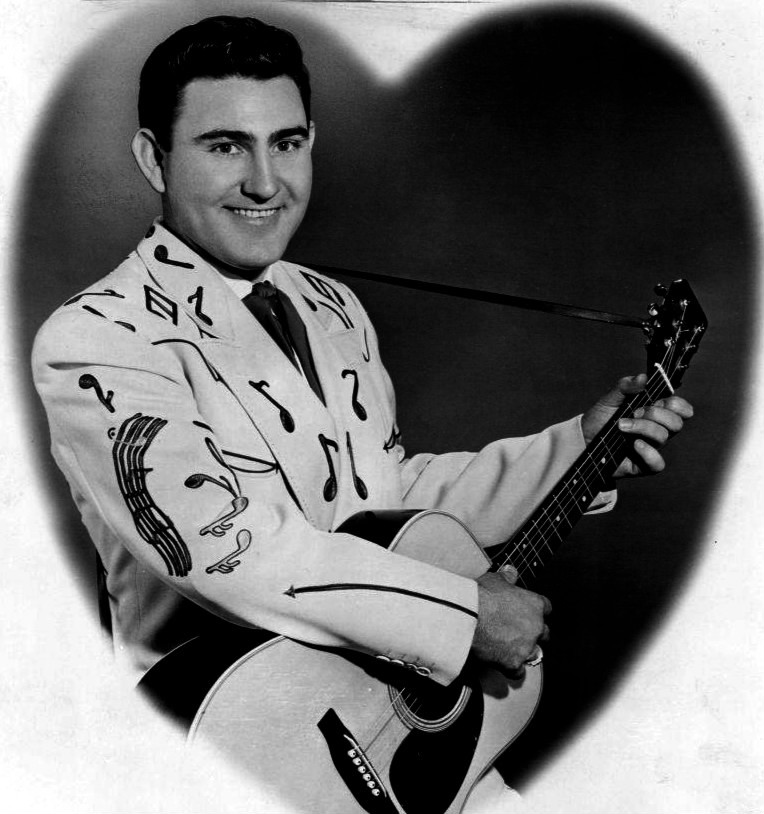
Уэбб Пирс (1957)
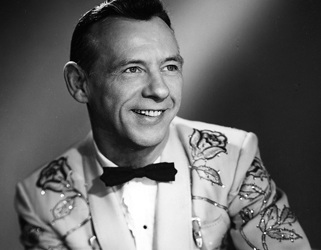
Хэнк Сноу (1963)
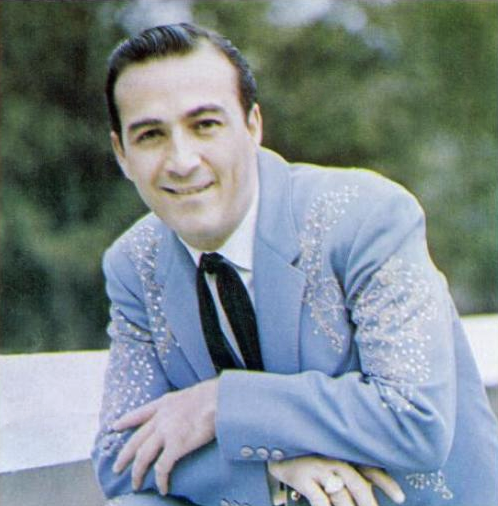
Фэрон Янг (1964)
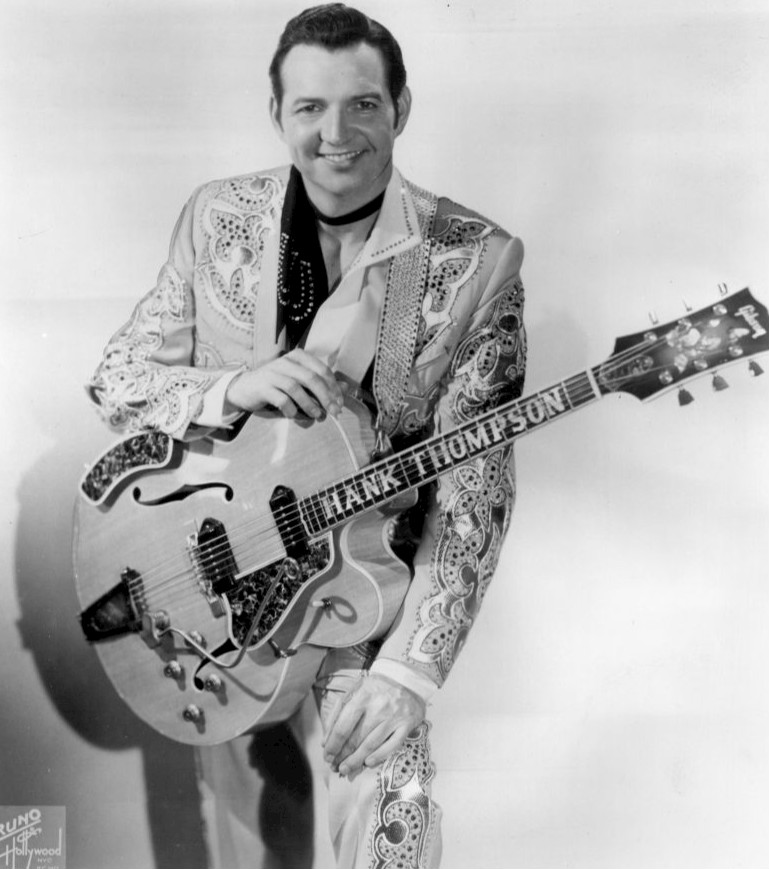
Хэнк Томпсон (1966)
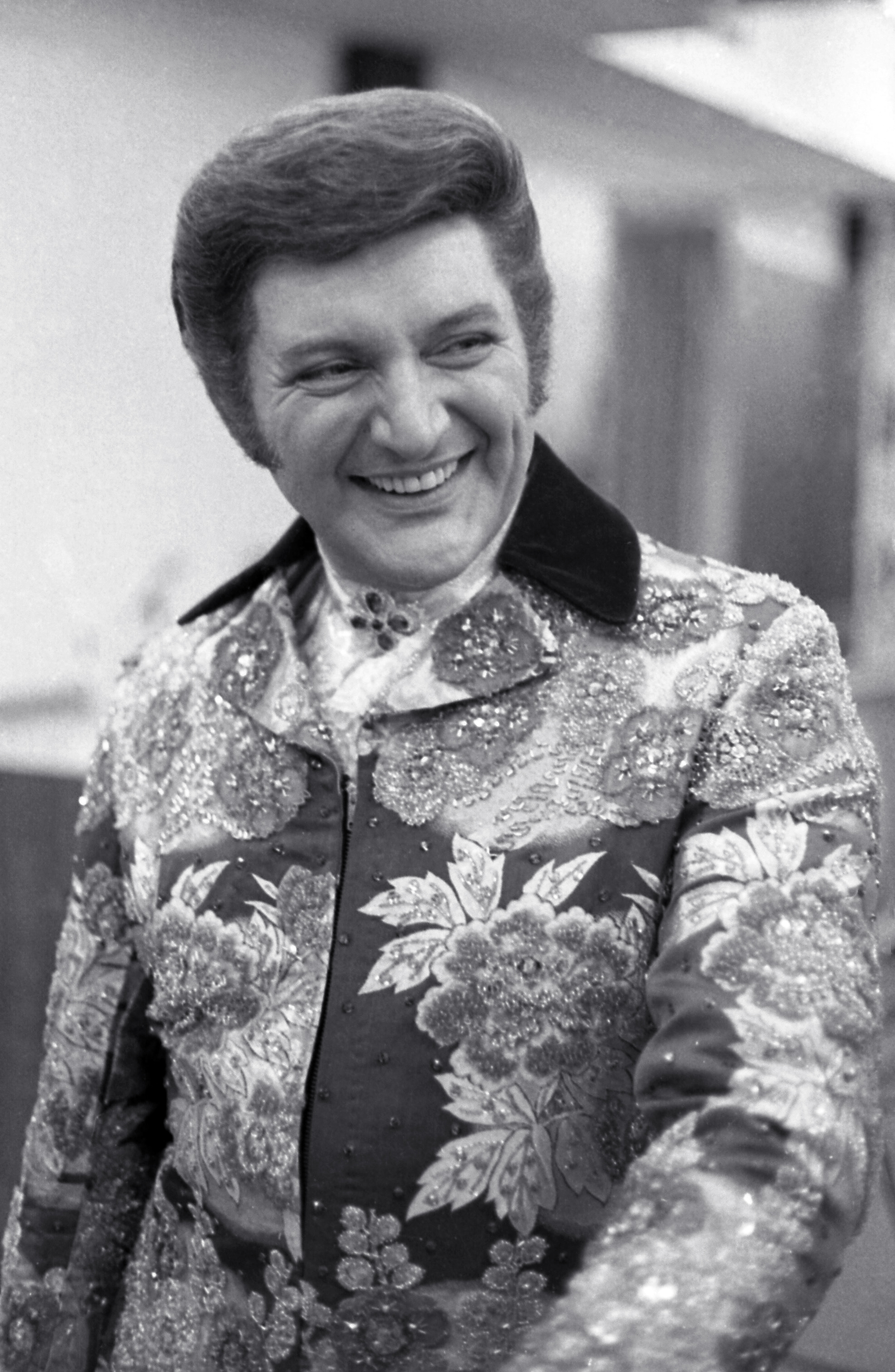
Либераче (1968)
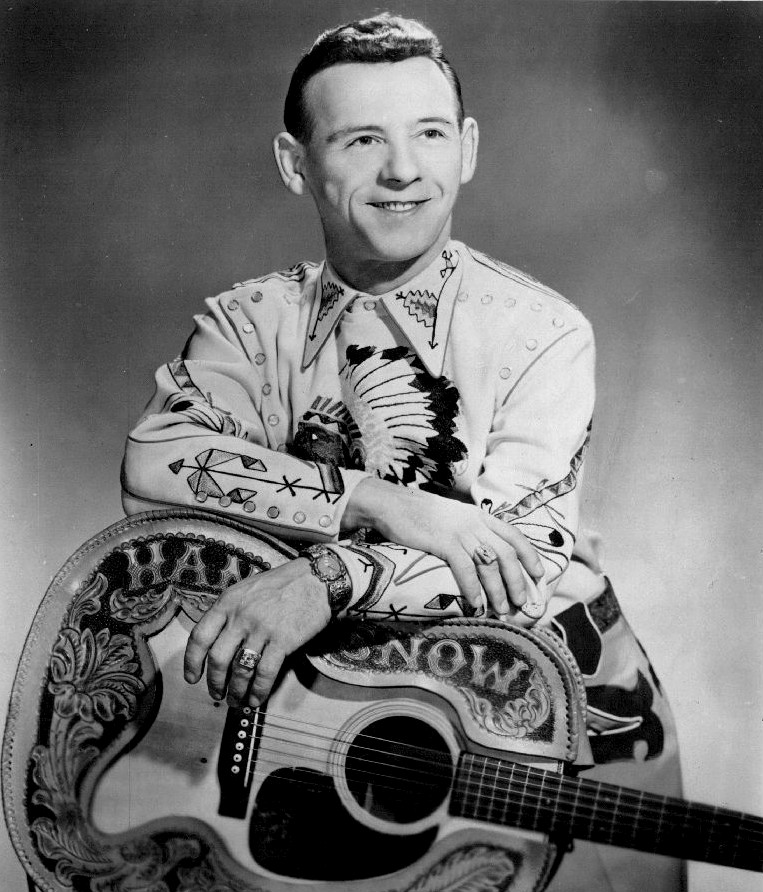
Хэнк Сноу (1970)
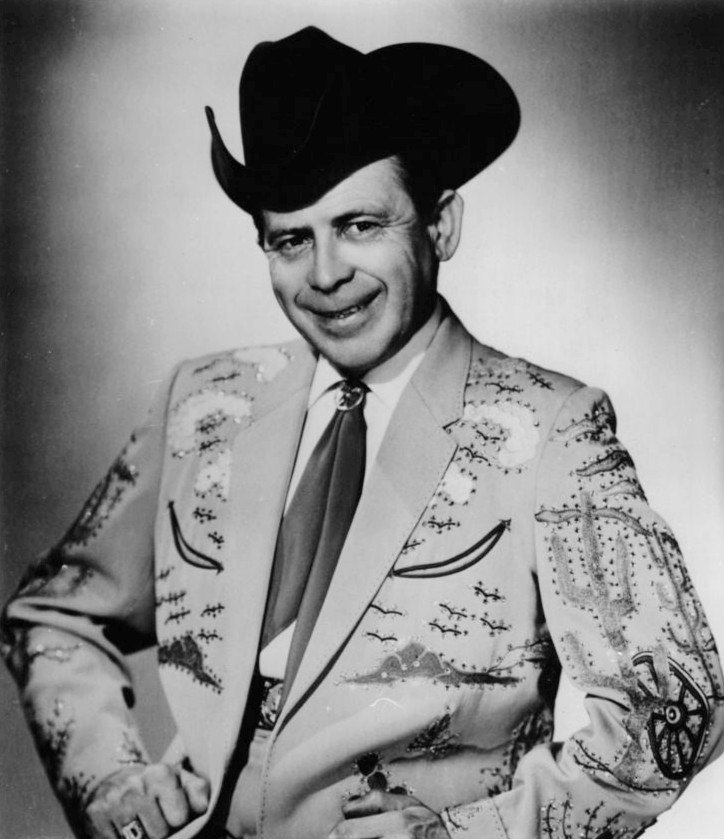
Литтл Джимми Диккенс (1971)
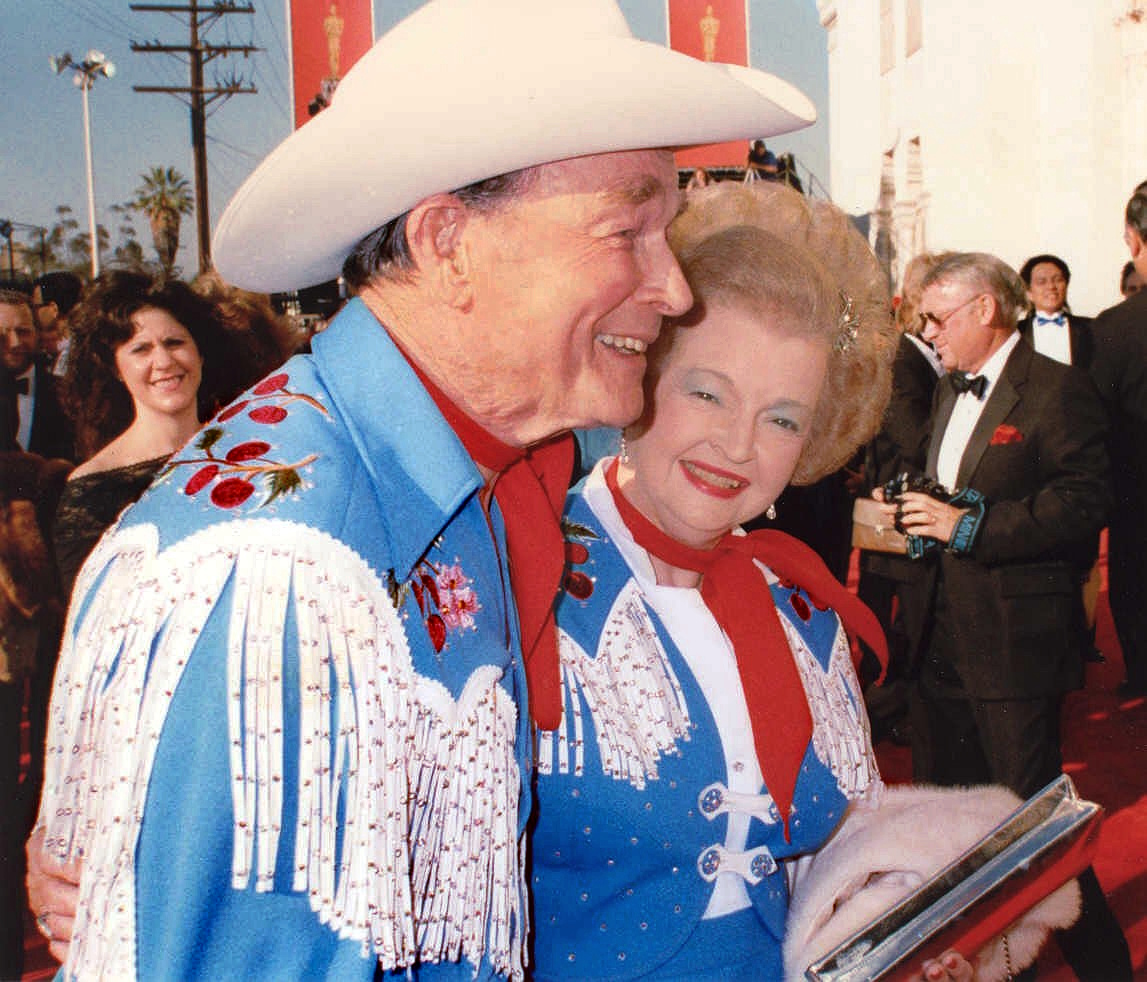
Рой Роджерс и Дейл Эванс (1989)
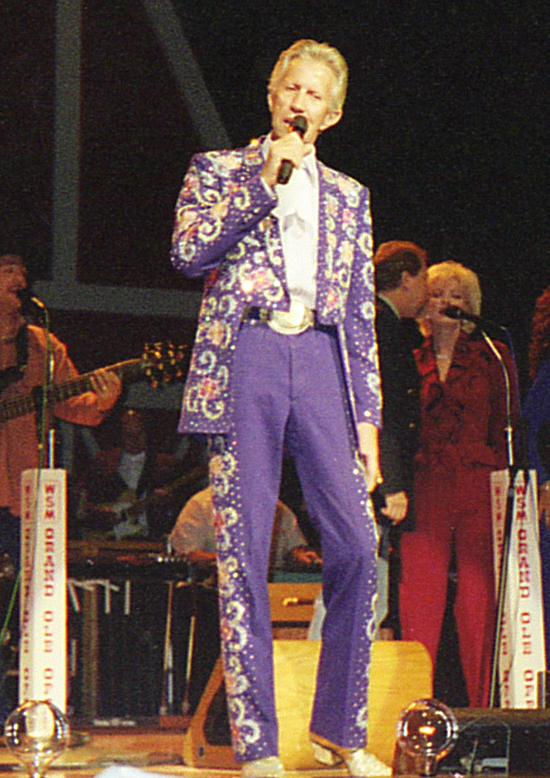
Портер Вагонер (1999)
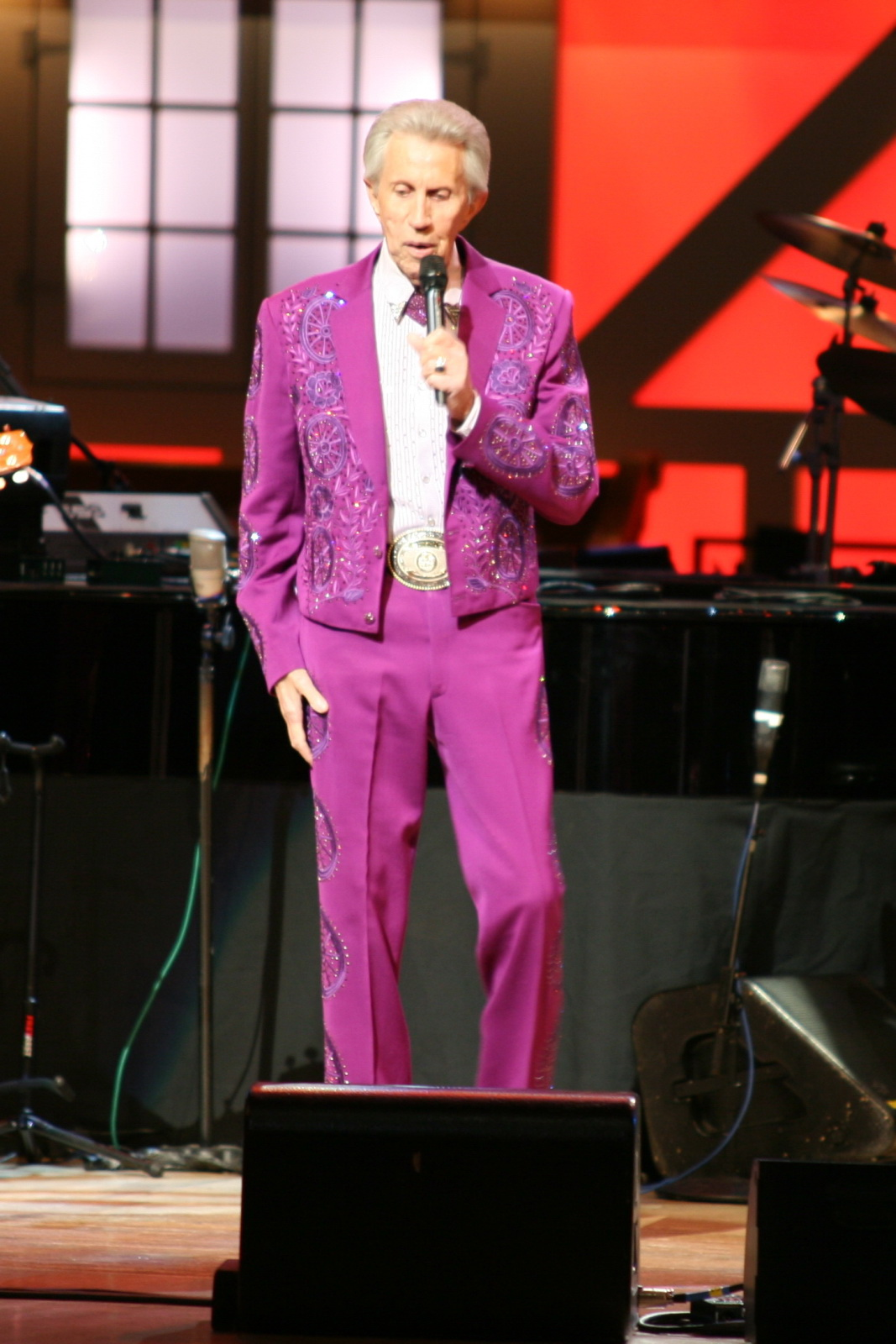
Портер Вагонер (2007)
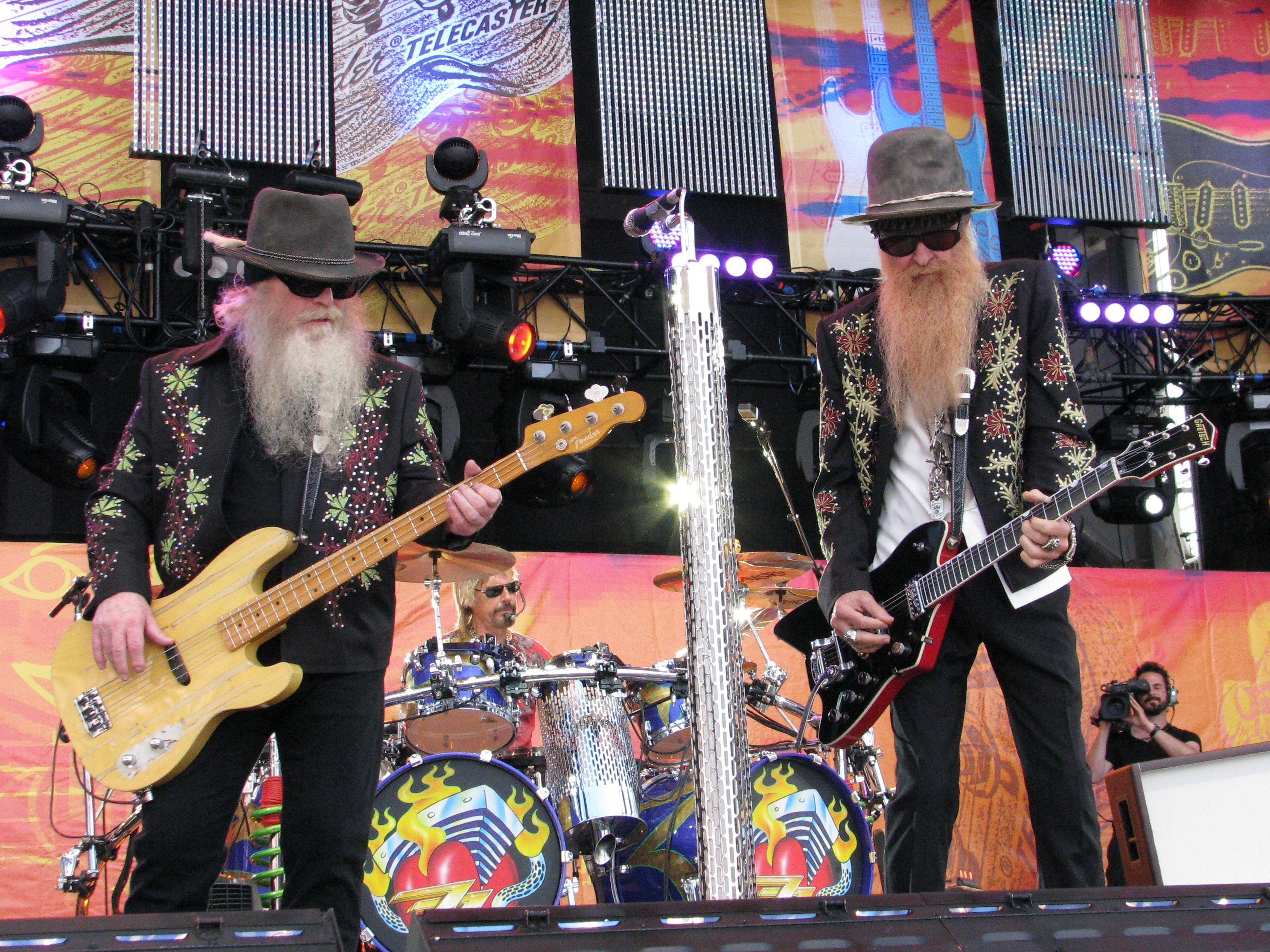
ZZ Top (2010)
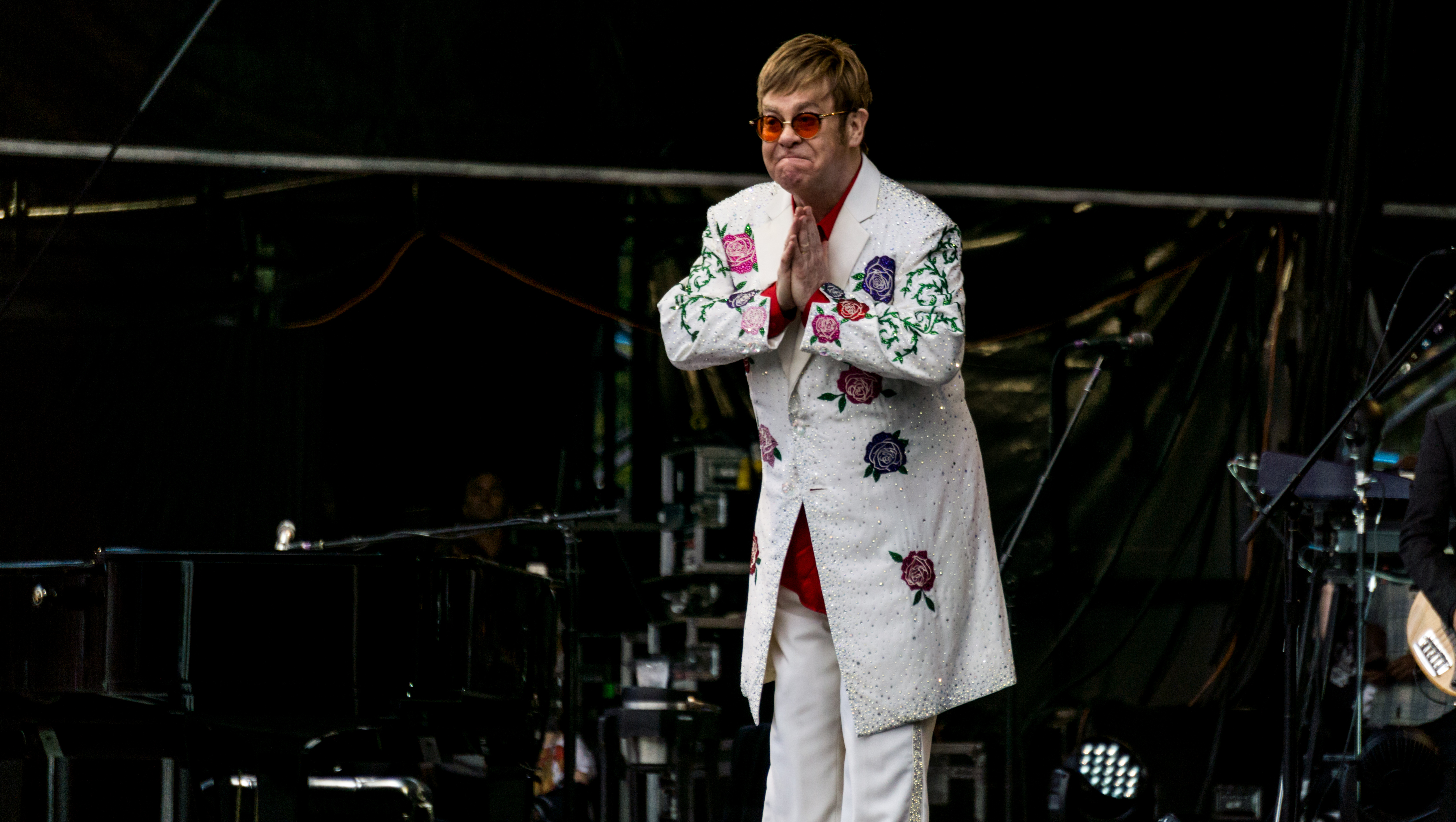
Элтон Джон (2017)
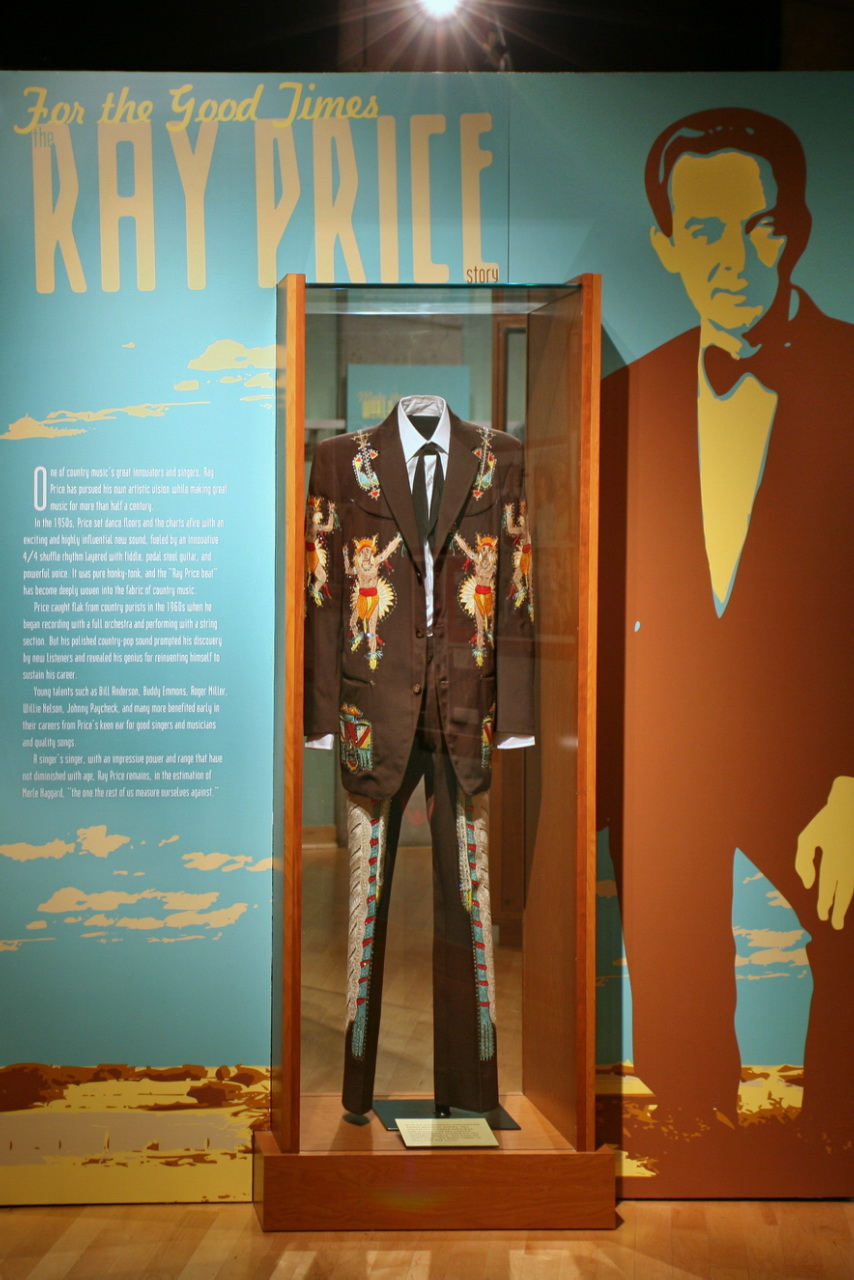
Костюм Рэя Прайса
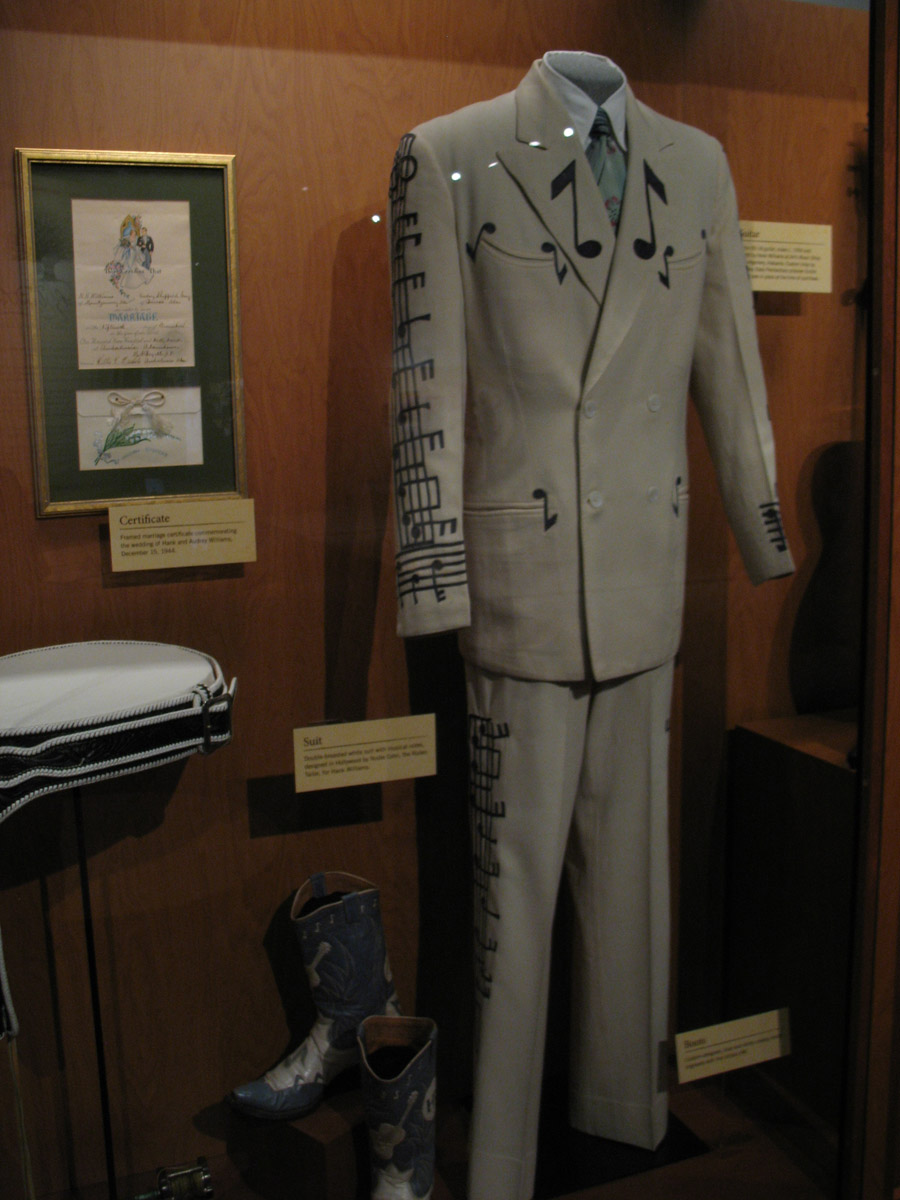
Костюм Хэнка Уильямса

## Полезные ссылки
- Suiting The Sound: The Rodeo Tailors Who Made Country Stars Shine Brighter — онлайн-выставка в Зале славы и музее кантри (2021)
- Suiting The Sound: The Rodeo Tailors Who Made Country Stars Shine Brighter — Live at the Hall — панельная дискуссия в Зале славы и музее кантри (2021)

## Комментарии
1. ↑  Родео Бен (англ. Rodeo Ben; Ben, The Rodeo Tailor)[10]; настоящее имя Бернард Лихтенштейн (англ. Bernard Lichtenstein)[11]; 10 апреля 1893, Филадельфия, США — 1979) — американский портной польского происхождения[11]. Шил уникальную одежду для звёзд вестернов категории «Б», родео и «поющих ковбоев»[2]. Помимо этого, в 1947 году по заказу компании Blue Bell и при содействии родео-чемпиона Джима Шолдерса создал первые прямые синие джинсы с пятью карманами, ориентированные специально на ковбоев (эта марка получила название Wrangler)[10]. Они же, после ряда доработок, стали первыми джинсами с застёжкой на молнии вместо кнопок[10]. Всего кутюрье занимался модой в стиле вестерн почти 60 лет. После его смерти в 1979 году дело продолжал сын — Родено Бен-младший, но уже в 1983-м он был вынужден закрыть унаследованный от отца бизнес из-за проблем со здоровьем[10].
2. ↑  Нэйтан Тёрк (англ. Nathan Turk); настоящее имя Нэйтан Тейг (англ. Nathan Teig) 10 мая 1895, Torshaw, Польша — 21 августа 1988, США) — американский дизайнер одежды в стиле вестерн польского происхождения. С 10 лет обучался шитью у портного в Варшаве. Восемью годами позже эмигрировал в США, где в 1923-м открыл ателье[13]. Там модельер стал одевать звёзд вестернов, а также кантри-артистов (имевших в своём гардеробе его костюмы практически поголовно)[14]. В 1977 году из-за проблем со здоровьем вышел на пенсию, хотя на протяжении 1978-го еще продолжал выполнять отдельные заказы[15]. Свой бизнес он попытался продать сначала Нуди Кону, а затем Мануэлю. Последний, являясь большим почитателем Тёрка и считая его наследие бесценным, выписал ему чек без указания суммы, который однако так и не был обналичен[14]. Уйдя на покой, портной в качестве хобби занимался живописью и шил своим внукам причудливые костюмы для Хэллоуина[16].
3. ↑  Фэй Уорд (англ. Faye E. Ward; 8 октября 1887, Акли, Айова, США — 12 августа 1979, Прескотт, Аризона)[19] — ковбой, историк и дизайнер одежды в стиле вестерн[20]. В качестве писателя и иллюстратора прославился своей книгой о ковбойской жизни и работе The Cowboy At Work: All About His Job and How He Does It[21].
4. ↑  Роуз Клементс (англ. Rose Clements); настоящее имя Роуз Гроссман (англ. Rose Grossman) 13 августа 1919, Лондон, Англия — 12 июня 2003) — английская вышивальщица, ответственная за многие орнаменты на костюмах от Нуди Кона и Мануэля[25].